# W
Wは、ラテン文字（アルファベット）の 23 番目の文字。小文字は w 。
字形（Vを二重化したもの）はUとともにVに由来する。形の類似した文字にギリシャ文字のω（オメガ）があるが、全く異なる文字であり、Wは下が尖っているのに対してωは丸い。
英語名ダブリュー（double U）は「二重のU」の意味だが、ロマン系の言語などでは「二重のV」の名で呼んでいる（下記参照）。
その名のとおり、古英語で使われはじめた二重音字「vv」または「uu」に由来する文字である。

## 字形

筆記体

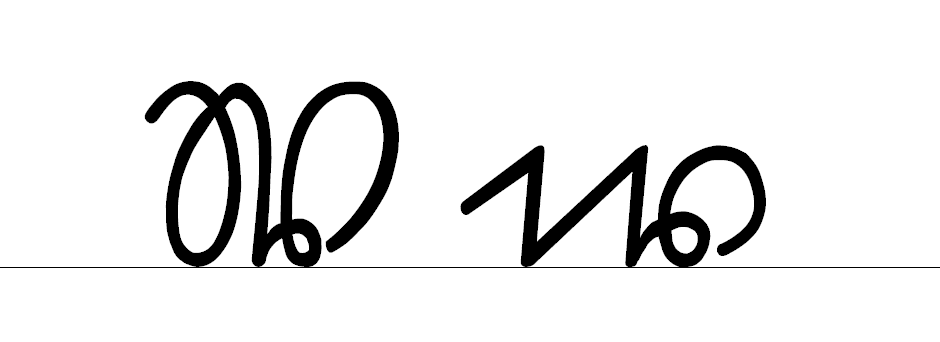
ジュッターリーン体

Vを横に2つ連ねた形であり、大文字、小文字同形である。しばしば2つのVを重ねて（左のVの右斜線と右のVの左斜線を交差させて）書く。V同様、筆記体では下部を丸めて書き、右上で折り返す。フラクトゥールは{\displaystyle {\mathfrak {W\ w}}}。

## 呼称
- 二重のV
  - 伊: doppia vu, doppio vu（ドッピャヴ/ドッピョヴ）
  - 西: uve doble, ve doble（ウベドブレ/ベドブレ）
  - 葡: vê dobrado, vê duplo（ヴェードブラド/ヴェードゥプロ）[注釈 3]
  - 洪: dupla vé（ドゥプラヴェー）
  - 羅: dublu ve（ドゥブルヴェ）
  - 芬: kaksois vee（カクソイスヴェー）
  - 仏: double vé（ドゥブルヴェ）
  - エス：duobla vo, ĝermana vo （ドゥオブラヴォ/ヂェルマーナヴォ（ゲルマン人のV））
- 二重のU
  - 英: double u（ダブリュー）  聞く[ヘルプ/ファイル]
- 音素名称
  - 独：ヴェー
  - 蘭・尼：ウェー
  - 波：ヴ

## 音素
国際音声記号としては、小文字 [w] は有声両唇軟口蓋接近音。
各言語においてこの文字が表す音価は、
- イタリア語、エスペラント語、スペイン語、フランス語、ポルトガル語などでは外来語にのみ使い、起源によって [w] または [v] （スペイン語では [β]）で発音する。またこれらの言語において [w] は一般に、母音音素 /u/ の異音として解釈できるものである。
- インドネシア語、英語などでは 有声両唇軟口蓋接近音 [w]。
  - 英語では、音素 /w/ は後続の短母音を変化させる。ただし、母音の後にさらに軟口蓋音（/k, ɡ, ŋ/）がつづく場合にはこの限りではない。
- ウェールズ語では/w/のほかに母音/ʊ, uː/をも表す。例：cwm /kʊm/「谷」。
- オランダ語では唇歯接近音 [ʋ] （上の歯を下唇に接近させた [w]）を表す。
- スラヴ語でもおおむね [v] で、v と同じ音素を持つ。スラヴ語において、v と w は外来語を除いて片方しか使われない。チェコ語・クロアチア語などでは v を、ポーランド語などでは w を使い、もう片方は外来語にのみ使われる。
- 中国語のピンインでは、介音 /u/ [ŭ] が頭子音をともなわない（音節頭に来る）場合に用いる。頭子音をともなう場合は u を用い、書き分けを行っている。なお、「五」「烏」など主母音,尾音無しで介音/u/のみの場合、あくまで発音は/u/であり半母音/w/が（たとえば英単語のwoodやwolfなどのようには）発音されるわけではないが、子音（半母音）があるかのようにwuと表記する。
- 朝鮮語のローマ字表記では、母音字母の内、発音に/w/を含むㅘ、ㅙ、ㅝ、ㅞ、ㅟはwa、wae、wo、we、wiとなりwを含む。なお、ㅚも/w/を含む発音だがoeとなりwを含まない。
- ドイツ語では有声唇歯摩擦音 [v]。
- 日本語のローマ字ではワ行の音写に用いる。ワ行の子音 /w/ は [w] に似るが、母音の/u/ と同様に円唇性が弱い。方言差や話者個人によっても変わるが、実際には後舌と軟口蓋を接近させない両唇接近音[β̞]として発音されることが多い。 /u/ の標準的な音価を [ɯ] と記すような場合には、これを [ɰ] と記述することがある。なお、訓令式およびヘボン式では「ゐ」「ゑ」「を」は「い」「え」「お」と同じ発音のため、子音無しのi、e、oとなり、実際にwが使われるのは「わ」のwaのみである。日本式では「ゐ」「ゑ」「を」もwi、we、woと表す。IMEにおけるローマ字入力では「を」は通常woになるが、「ゐ」「ゑ」はwyi、wyeと入力する場合や、直接入力出来ないがwi、weと入力して表れる「うぃ」「うぇ」、もしくはi、eと入力して表れる「い」「え」を変換すると候補に出てくるなど、IMEによってまちまちである。

## 歴史
古代ローマ人の時代のラテン語では、W の文字は存在せず、/w/ の音素は V の文字を使って表記していた。しかし、V の文字は/w/と同時に母音の/u/を表しており、さらに英語などのゲルマン語には、元来のラテン語にない/v/の音素があったため、V は一文字で 3 音素を表すことになった。そこで、/w/の音素を表す場合は V を重ねてVVと表記する慣習が生まれ、やがて二つのVが繋がって一つの文字になり、Wとなった。一方で母音の/u/を表すにはVの字の底を丸くしたUを用いるようになり、これが各地域に定着した。さらにドイツ語では /w/ の音素が消滅したため、新しく作られたWの字は/v/の音素を示すようになった。
語頭に /w/ を含むゲルマン語の語彙がロマンス諸語に伝わると、werra→guerra のように /gw/ に変化した。

## W の意味

### 一般的な略語
- 西 (west)。
  - ヒップホップにおいてアメリカ合衆国西海岸（ウエスト・サイド）。
  - 西日本向け商品に示される記号（日清食品「どん兵衛」[1]など）。
  - 新幹線W7系電車（E7系のJR西日本仕様）
- 女性（woman）。
  - 『女芸人No.1決定戦 THE W』などのタイトルにも使われる。
- 幅 (width)。
- ウエスト (waist)。人体のサイズを表示するときに、B（バスト）やH（ヒップ）とともによく使われる。
- ウェイト (weight)（体重）。医療略語。
- Week（週間）の略。主に医学の分野ではよく使われる。例：3W（3週間という意味）。
- world（世界）。ワールドカップ（スポーツの国際大会）を「W杯」とするなど。
- 日本語では、「二倍の、二つの、二人の」などを意味するダブル（double）の意味で使われる（当て字）[2]。これは英語名「ダブリュー」（double U）が「ダブル」と音が似ていること（また、俗に「ダブリュー」を「ダブル」と誤って発音されてしまうこともある）が起源である。この表現は日本語独自のもので、本来は誤用であり、日本人、もしくは、日本語に精通した外国人以外には当然ながら通じない。英語圏ではdoubleの略としてはDを用いる。
- 日本におけるインターネット上のチャットや掲示板では、笑いを文字表現する際、"warai"の省略として「w」と表すことがある[3]（用例: 面白いねｗ）。基本的に全角で、「ワラ」と読むのが一般的。「www」と並べて書くこともあり、草が生えているように見えることから「草」「草生える」「大草原」などと表現されることもある[4]。「芝」という表現もある[4]。
- 英語の疑問詞における、"Who, What, When, Where, Why"の総称。詳しくは記事「5W1H」を参照のこと。
- 一般用照明器具の取付のうち壁付。構内電気設備配線用図記号 (JIS C 0303:2000) で用いられる。

### 科学分野
- タングステンの元素記号。
- 物理学では仕事、仕事関数を表す記号として用いられる。
- 仕事率（電力など）の単位、ワット。
- 熱力学では、まぎらわしさ回避のため速度を v ではなく w と表す。
- 数学では、x, y, z に次ぐ第四の未知数に使われる。（小文字）
- 第二のベクトル空間（大文字）
- コクセター群やワイル群（大文字）
- 非SI接頭辞
  - ウェカ (weka) (1030)（大文字）
  - ウェコ (weko) (10−30)（小文字）
  - ウェクト (wekto) (10−30)（小文字） - ジム・ブロワーズ (Jim Blowers) の提案
- 三十二を意味する数字。三十六進法など、三十三進法以上（参照: 位取り記数法#Nが十を超過）において三十二（十進法の32）を一桁で表すために用いられる。ただし、アルファベットの I と数字の 1 、およびアルファベットの O と数字の 0 が混同し易いために、アルファベットの I と O を用いないことがあり、この場合、J が十八、K が十九、…、N が二十二、P が二十三、…、W が三十を意味する。

### 固有名詞
- 鉄道のサインシステムにおいて、JR宗谷線 (Wakkanai)、JR紀勢線（きのくに線、和歌山駅〜新宮駅）、JR山陽線（岡山駅〜福山駅）、広島電鉄白島線 (White) の路線記号として用いられる。
- W Window System - X Window System の元になったウィンドウシステム
- カワサキ・W - 川崎重工業のオートバイ。排気量650ccと400ccの2車種が存在する。
- W（ダブルユー） - ハロー!プロジェクトのアイドルユニット。
- W（ダブル） - 男性2人の兄弟デュオ。1997年にグループ名をK.D earthに改名。
- 日本のプロ野球チーム横浜DeNAベイスターズの前身球団である横浜大洋ホエールズ、大洋ホエールズのアルファベットでの略号（Whalesより）。
- au by KDDIでは、CDMA 1X WIN端末の型番は2008年モデルまで（法人向け端末を除き）すべて「W」で始まっていた。
- 「Waseda」から、また、箱根駅伝等のゼッケンに「W」が刻まれることから早稲田大学のことを「W大学」ということがある。また、これに限らず、早大野球部や系列の早実などでも略号として使われる。
- 仮面ライダーW - 特撮テレビドラマ。この場合、必ず大文字表記。
- W - 松岡充のソロシングル。
- W - ARBのアルバム。
- W-君と僕の世界- - 2016年の韓国のテレビドラマ。
- 韓国の4人組ガールズバンド、QWERにおいて、メンバーのマゼンタ（韓: 마젠타）を指す。
- マリオシリーズ及びワリオシリーズにおける登場キャラクター・ワリオのシンボルマーク。
- W国立公園 - 西アフリカの3か国にまたがる国立公園。W・アルリ・パンジャリ自然公園群の一部としてユネスコの世界自然遺産に登録されている。
- Wホテル - マリオット・インターナショナル系列のブティックホテル。
- Wモーターズ - 2012年設立のドバイの自動車メーカー。
- W (雑誌)（英語版） - アメリカ合衆国のファッション雑誌
- 『W.』 - 2008年のアメリカ合衆国の映画『ブッシュ』の原題。

## 符号位置
| 大文字 | Unicode | JIS X 0213 | 文字参照            | 小文字 | Unicode | JIS X 0213 | 文字参照            | 備考     |
| ------ | ------- | ---------- | ------------------- | ------ | ------- | ---------- | ------------------- | -------- |
| W      | U+0057  | 1-3-55     | &#x57; &#87;        | w      | U+0077  | 1-3-87     | &#x77; &#119;       |          |
| Ｗ     | U+FF37  | 1-3-55     | &#xFF37; &#65335;   | ｗ     | U+FF57  | 1-3-87     | &#xFF57; &#65367;   | 全角     |
| Ⓦ      | U+24CC  | ‐          | &#x24CC; &#9420;    | ⓦ      | U+24E6  | 1-12-55    | &#x24E6; &#9446;    | 丸囲み   |
| 🄦︎      | U+1F126 | ‐          | &#x1F126; &#127270; | ⒲      | U+24B2  | ‐          | &#x24B2; &#9394;    | 括弧付き |
| 𝐖      | U+1D416 | ‐          | &#x1D416; &#119830; | 𝐰      | U+1D430 | ‐          | &#x1D430; &#119856; | 太字     |

## 他の表現法
| フォネティックコード | モールス符号 |
| Whiskey              | ・－－       |

|        |          | ⠺    |
| 信号旗 | 手旗信号 | 点字 |